# 海峡

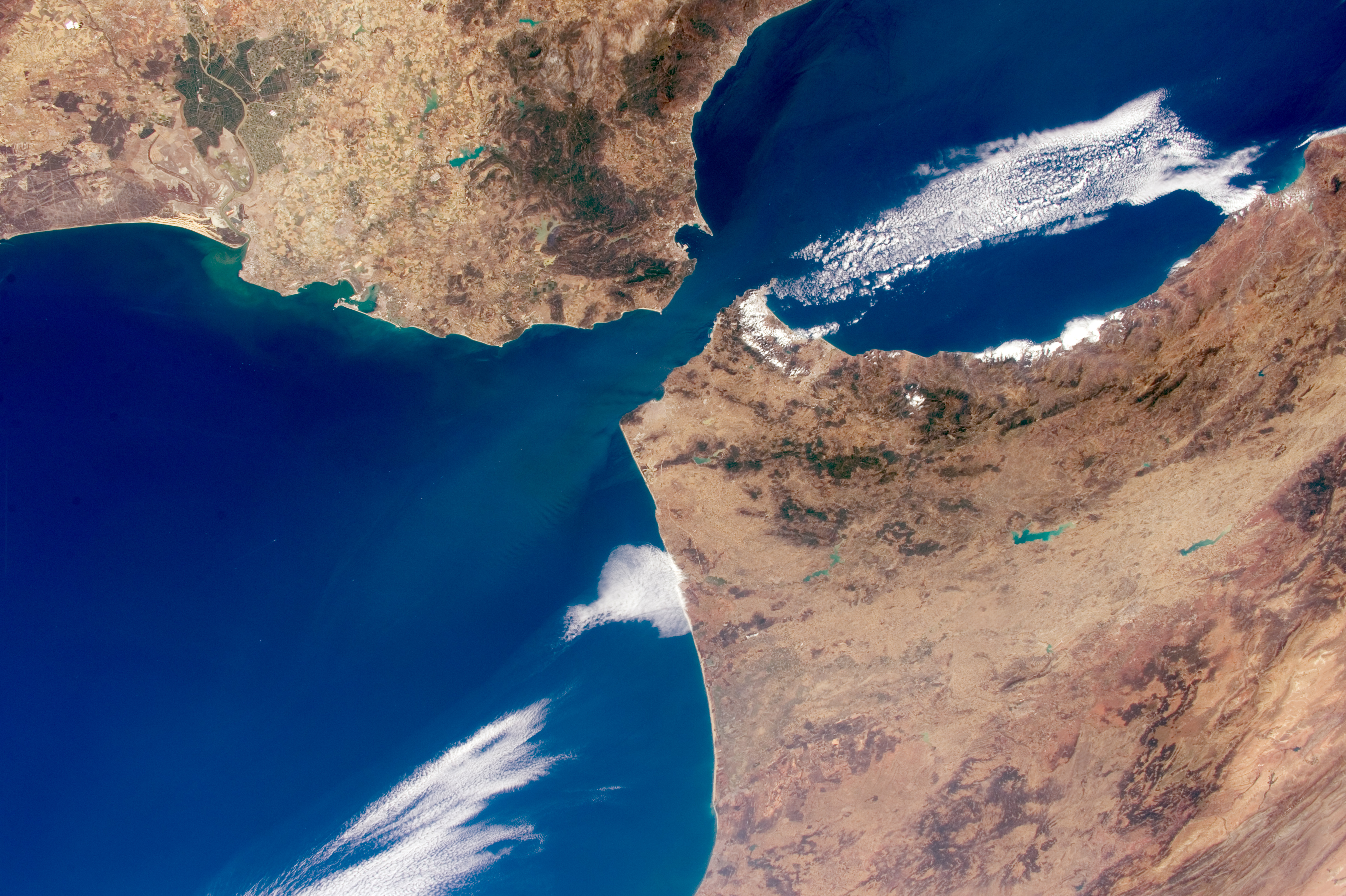
ジブラルタル海峡

海峡（かいきょう、英: Strait, Channel）とは、陸地によって狭められている水域。日本語では「海」の一字が含まれるが、必ずしも海に限ったものではない。マキノー海峡のように湖にある場合は「湖峡」ということもある。

## 概念
「海峡」は英語の Strait の最も一般的な訳語であり、英語の呼称法が地形の呼称に導入されるようになって用いられるようになった。
英語の Strait は古フランス語の estreit の派生語で、ラテン語の strictum に由来する地形表現である。また、Strait よりもやや大きい地形は Sound と呼ばれ、スウェーデン語の Sund に由来する地形表現である。ただし、Sound は日本には相当する地形がなく「大湾」のような意味であるが、Gulf と区別しにくくなる問題がある。デンマークにある英語名 The Sound はエーレスンド海峡、アメリカ合衆国の Puget Sound はピュージェット湾と訳されている。
日本古来の海域の呼称として明治以前の文献において船が出入りできる可航水路に用いられるものには「瀬戸」や「澪」があった。しかし、Channel、Strait、Passage、Pass などに相当する地形表現を日本古来の呼称で表現するには限界があったので、Channel や Strait などに「水道」や「海峡」などの訳語が用いられるようになった。
ただし、「海峡」と「水道」は明確な基準で分けられているわけではない。同じ海域に複数の名称を有するものもある（紀淡海峡と友ヶ島水道など）。また、歴史的に呼称が変化したものもある（明治初期に鳴戸水道と呼ばれていた鳴門海峡など）。

## 地政学における海峡
海上交通路が絞られるポイント（チョークポイント）である海峡は、その確保や制限（海上封鎖）のために、軍事・国際政治上の焦点となることが多い。
国連海洋法条約では、国際航行に使用されている国際海峡について定義しており、軍用・民間を問わず全ての外国船舶・航空機に対し、海峡を迅速かつ継続的に通過するための通過通航権が与えられる。日本においては領海法により、宗谷、津軽、大隅および対馬海峡東西水道の5カ所が「特定海域」として国際海峡に位置付けられている。

## 生物地理学における海峡
陸上生物の移動は往々に海によって阻害される。そのため、海峡は陸上生物の分布の境界となることが多く、いわゆる分布境界線は海峡に引かれることが多い。生物区系の境界も海峡であることは多い。ベーリング海峡は旧北区と新北区を区切る。

## 世界の海峡の例
- アイアンボトム・サウンド(鉄底海峡)
- アレヌイハハ海峡
- イギリス海峡
- イルベ海峡
- インベスティゲータ海峡
- ヴィリキツキー海峡
- ウィンドワード海峡
- エーレスンド海峡
- オトラント海峡
- カイウイ海峡
- カウアイ海峡
- カウラカヒ海峡
- カテガット海峡
- カプリコーン海峡
- カボット海峡
- カラ海峡
- カリマタ海峡
- カルスキエボロタ海峡
- カルパトス海峡
- カルマル海峡
- クイーンシャーロット海峡
- クック海峡
- クラレンス海峡
- ケイマン海峡
- ケルチ海峡
- コルビル海峡
- サイパン海峡
- サウス海峡
- ザンジバル海峡
- サンタレン海峡
- サンベルナルジノ海峡
- シチリア海峡
- ジブラルタル海峡
- ジャマイカ海峡
- ジョージア海峡
- 小ベルト海峡
- ジョホール海峡
- シンガポール海峡
- スカゲラク海峡
- スミス海峡
- スラサン海峡
- スリガオ海峡
- スンダ海峡
- センキール海峡
- ダーダネルス海峡
- 大ベルト海峡
- 台湾海峡
- ダンピア海峡
- 済州海峡
- チャタム海峡
- 瓊州海峡
- チラン海峡
- デービス海峡
- テンディグリー（十度）海峡
- デンマーク海峡
- ドーバー海峡
- ドレーク海峡
- トレス海峡
- 南極海峡
- ニュージョージア海峡
- ノース海峡
- ノース海峡
- バシー海峡
- バス海峡
- バトゥイラ海峡
- ハドソン海峡
- バブ・エル・マンデブ海峡
- バラバク海峡
- バリ海峡
- バンクス海峡
- ビーグル水道
- ファンデフーカ海峡
- フェーマルン・ベルト海峡
- フォークランド海峡
- フォーボー海峡
- ブーゲンビル海峡
- ブラケット海峡
- ブランズフィールド海峡
- ブリストル海峡
- フロリダ海峡
- ベーリング海峡
- ペンバ海峡
- ポーク海峡
- 渤海海峡
- ボスポラス海峡
- ボニファシオ海峡
- ホルムズ海峡
- ボルンホルムスガッテト海峡
- マカッサル海峡
- マキノー海峡
- マゼラン海峡
- マトチキン海峡
- マラッカ海峡
- マルタ海峡
- ミンチ海峡
- ミンドロ海峡
- メッシナ海峡
- メンタウィ海峡
- モザンビーク海峡
- モナ海峡
- ユカタン海峡
- ランカスター海峡
- ルソン海峡
- ロング海峡
- ロンボク海峡

## 日本の海峡

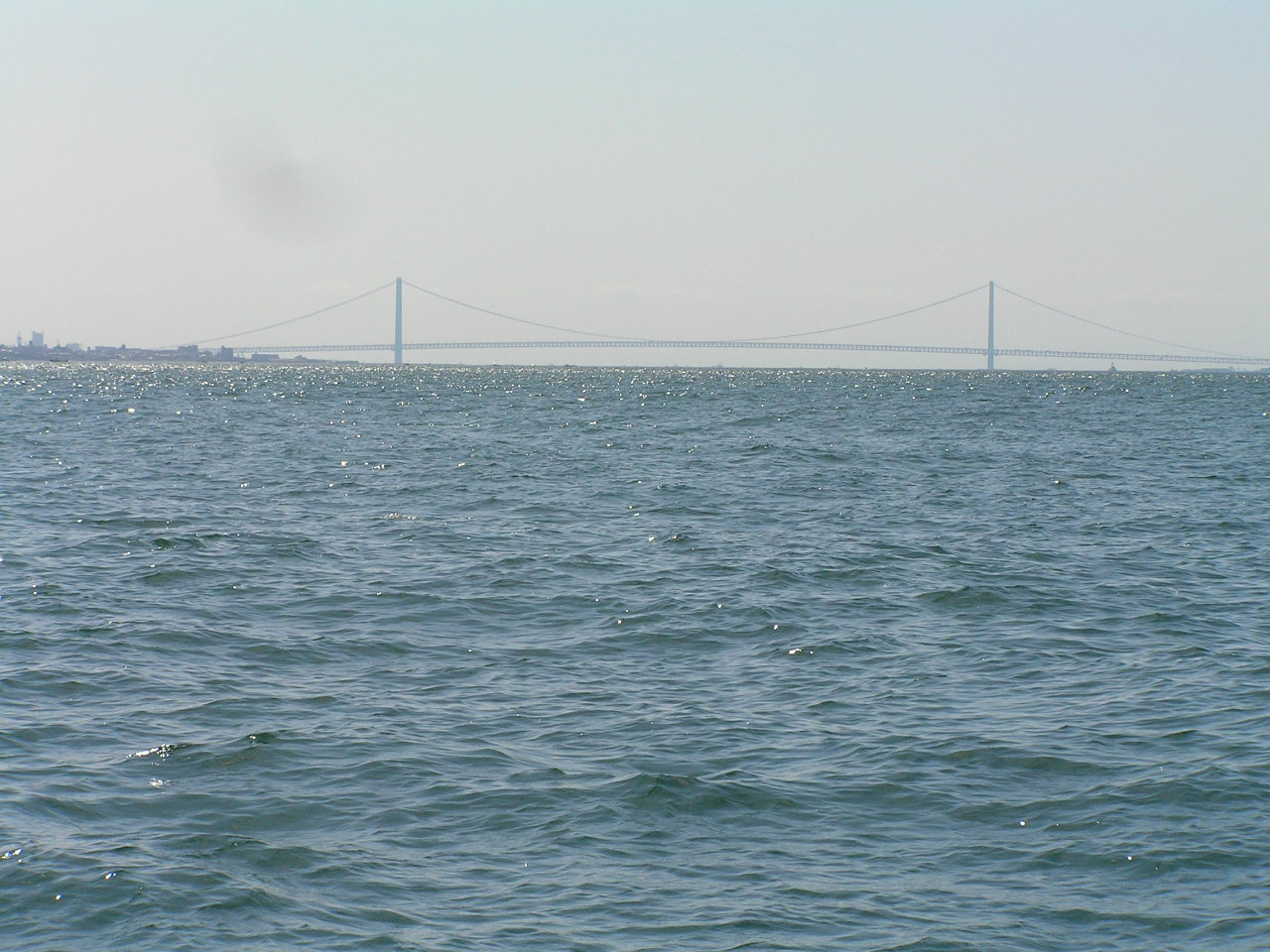
二見沖から明石海峡大橋を望む（左側に見える陸地は明石あたり

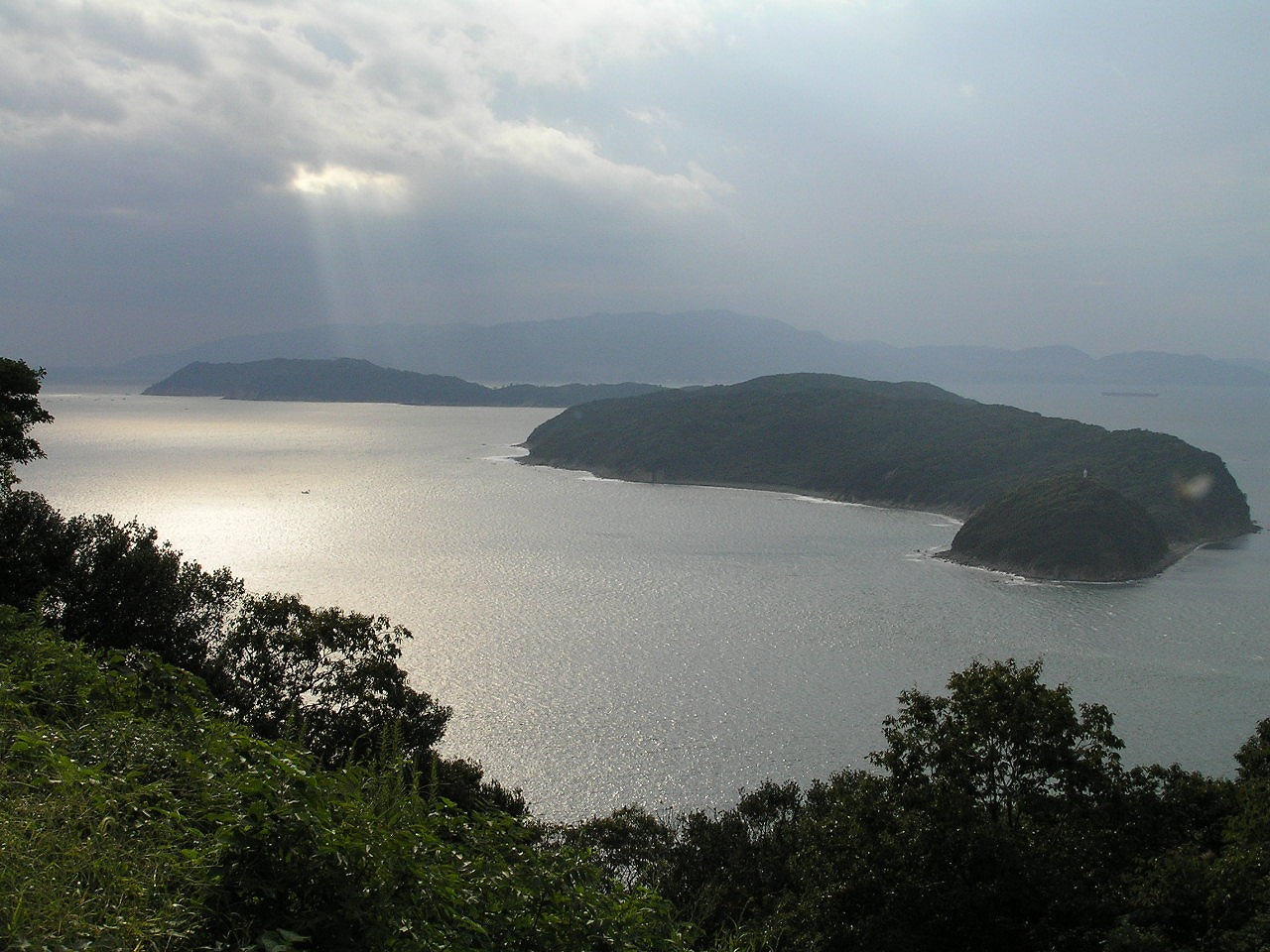
紀淡海峡と友ヶ島（手前から地ノ島、沖ノ島、その向こうが淡路島

### 海峡
- 宗谷海峡
- 択捉海峡
- 根室海峡
- 珸瑶瑁海峡
- 甑海峡
- 黒之瀬海峡
- 津軽海峡
- 平舘海峡
- 佐渡海峡
- 明石海峡
- 関門海峡
- 紀淡海峡
- 鳴門海峡
- 小鳴門海峡
- 来島海峡
- 土渕海峡[注 3]
- 釣島海峡
- 豊予海峡
- 対馬海峡
- 朝鮮海峡
- 大隅海峡
- 種子島海峡
- 吐噶喇海峡
- 大島海峡
- 宮古海峡

### 瀬戸
- 備讃瀬戸
- 針尾瀬戸
- 早岐瀬戸
- 黒之瀬戸
- 本渡瀬戸
- 大畠瀬戸
- 音戸瀬戸
- 平戸瀬戸

### 水道
- 択捉水道
- 国後水道
- 野付水道
- 浦賀水道
- 伊良湖水道
- 紀伊水道
- 尾道水道
- 壱岐水道
- ヨナラ水道
- 豊後水道